# 4193-as busz
A 4193-as jelzésű autóbuszvonal egy Csokvaomány és Putnok között közlekedő helyközi járat, amelyet a Volánbusz Zrt. üzemeltet munkanapokon, Sajóvelezd érintésével.

## Útvonala
Csokvaomány Fő térről indul március 1-től. 2024. február 29-ig Tólápa nevezetű településrészéig (3 kilométerre található a központtól) indult a vonal, mint ahogy sok másik vonalszámú busz is elközlekedett eddig, ezen dátummal az eljutás ide megszűnt. Zsákfalu révén egyetlen útján hagyja el a községet, majd a néhai Csokvaomány megállóhelynél Sáta felé fordul. A községet elérve északi irányban hagyja el Borsodbóta irányába, miközben az Upponyi-hegység lábánál robog. Következő település Sajómercse, majd a királdi útelágazás után a sajóvelezdi elágazásban a településre hajt. Ezt követően először Putnok vasútállomását, majd a vonal végállomását, a Fő teret éri el.
Ellentétes irányban csak Sátáról van indítása. Útvonala változatlan.

## Közlekedése
Munkanapokon Sátáról Csokvaományra és Csokvaományról Putnokra közlekedik egy-egy alkalommal. Putnokról teljes útvonalat a 4195-ös vonal teljesíti, szintén kevésszer. Putnokon csatlakozást biztosít az Ózdról Miskolcra közlekedő járatra.
| Útvonala                             | Indításszáma | Közlekedése  |
| ------------------------------------ | ------------ | ------------ |
| Csokvaomány, Fő tér ➝ Putnok, Fő tér | 1 oda        | munkanapokon |
| Sáta, kh. ➝ Csokvaomány, Fő tér      | 1 oda        | munkanapokon |

## Megállóhelyei
| 0                                 | Csokvaomány, Fő tér végállomás        | 0.0 km  | 3486, 4154, 4160, 4161, 4194, 4195                                                                  |
| 1                                 | Csokvaomány, tűzoltószertár           | 0.6 km  | 3486, 4154, 4160, 4161, 4194, 4195                                                                  |
| 2                                 | Csokvaomány, óvoda                    | 0.9 km  | 3486, 4154, 4160, 4161, 4194, 4195                                                                  |
| 3                                 | Csokvaományi elágazás                 | 2.4 km  | 4153, 4154, 4160, 4161, 4194, 4195                                                                  |
| 4                                 | Csokvaomány, vasútállomás bejárati út | 2.6 km  | 4153, 4154, 4160, 4161, 4194, 4195                                                                  |
| 5                                 | Sáta, Petőfi utca 47.                 | 4.4 km  | 4154, 4194, 4195                                                                                    |
| 6                                 | Sáta, ózdi útelágazás                 | 5.3 km  | 4154, 4194, 4195                                                                                    |
| Munkanapokon 1 indítás van innen. |                                       |         | |
| ∫                                 | Sáta, községháza vonalközi végállomás | ∫       | 4151, 4154, 4155                                                                                    |
| 6                                 | Sáta, ózdi útelágazás                 | 5.3 km  | 4154, 4194, 4195                                                                                    |
| 7                                 | Sáta, vegyesbolt                      | 6.0 km  | 4151, 4155, 4194, 4195                                                                              |
| 8                                 | Sáta, Kossuth utca 116.               | 6.8 km  | 4151, 4155, 4194, 4195                                                                              |
| 9                                 | Borsodbóta, Oncsatelep                | 9.0 km  | 4151, 4194, 4195                                                                                    |
| 10                                | Borsodbóta, iskola                    | 9.8 km  | 4148, 4150, 4151, 4194, 4195                                                                        |
| 11                                | Borsodbóta, sajómercsei elágazás      | 12.0 km | 4148, 4150, 4151                                                                                    |
| 12                                | Sajómercse, Rákóczi utca 122.         | 16.3 km | 4147, 4148, 4151, 4195                                                                              |
| 13                                | Sajómercse, élelmiszerbolt            | 17.0 km | 4147, 4148, 4151, 4195                                                                              |
| 14                                | Királdi útelágazás                    | 18.6 km | 4147, 4148, 4151, 4194, 4195                                                                        |
| 15                                | Sajóvelezdi útelágazás                | 19.4 km | 4062, 4063, 4147, 4148, 4151, 4194, 4195                                                            |
| 16                                | Sajóvelezd, Szabadság utca            | 20.2 km | 4062, 4063, 4147, 4148, 4151, 4194, 4195                                                            |
| 17                                | Sajóvelezd, Széchenyi utca 33.        | 20.7 km | 4062, 4063, 4147, 4148, 4151, 4194, 4195                                                            |
| 18                                | Sajóvelezd, vegyesbolt                | 21.3 km | 4062, 4063, 4147, 4148, 4151, 4194, 4195                                                            |
| 19                                | Sajóvelezd, Széchenyi utca 33.        | 21.9 km | 4062, 4063, 4147, 4148, 4151, 4194, 4195                                                            |
| 20                                | Sajóvelezd, Szabadság utca            | 22.4 km | 4062, 4063, 4147, 4148, 4151, 4194, 4195                                                            |
| 21                                | Sajóvelezdi útelágazás                | 23.2 km | 4062, 4063, 4147, 4148, 4151, 4194, 4195                                                            |
| 22                                | Putnok, vasútállomás bejárati út      | 25.5 km | 4062, 4063, 4104, 4140, 4147, 4148, 4151, 4194, 4195 személyvonat – Putnok [92.]                    |
| 23                                | Putnok, vasútállomás                  | 26.2 km | 4062, 4063, 4104, 4140, 4147, 4148, 4151, 4194, 4195                                                |
| 24                                | Putnok, Fő tér végállomás             | 26.6 km | 1369, 1384, 1410, 1411 3770, 3773, 4063, 4065, 4104, 4140, 4145, 4147, 4148, 4151, 4188, 4194, 4195 |